# Piper sanroqueanum
Piper sanroqueanum är en pepparväxtart som beskrevs av William Trelease. Piper sanroqueanum ingår i släktet Piper och familjen pepparväxter. Inga underarter finns listade i Catalogue of Life.